# Pat Metheny
Patrick Metheny  (Patrick Bruce Metheny) (Kansas City, Missouri, 12 de agosto de 1954) é um guitarrista norte-americano. Vencedor de vinte prêmios Grammy Awards.

## Biografia
Iniciando com o trompete já aos 8 anos de idade, Metheny trocou para a guitarra ao 12 anos. Aos 15 anos, já estava trabalhando com os melhores músicos de jazz do Kansas, adquirindo experiência em bandas desde muito jovem. O seu primeiro sucesso na cena internacional do jazz foi em 1974, com o lançamento de seu primeiro álbum, Bright Size Life (1976), que segundo a crítica, reinventara "o som tradicional da guitarra jazz" para uma nova geração de guitarristas.  Durante a sua carreira, continuou a redefinir o gênero, utilizando novas tecnologias e trabalhando constantemente para refinar sua capacidade sonora e de improvisação no seu instrumento.
Planeando a sua carreira com sabedoria, trabalhou primeiro com uma produtora de grande prestígio na música moderna (ECM), depois noutra de inclinações mais pop (Geffen) e finalmente com a multi-nacional (Warner Bros). Flertou com o jazz-rock, com grande sucesso e chegou mesmo a ter videoclipes exibidos na rede MTV. Segundo os críticos Richard Cook e Brian Morton, "Metheny tornou-se uma figura-chave na música instrumental dos últimos 20 anos".
Durante anos, atuou com músicos tão diversos como Steve Reich, Ornette Coleman, Herbie Hancock, Brad Mehldau, Jim Hall, Jaco Pastorius, Joni Mitchell, Milton Nascimento e David Bowie.  Formou uma parceria de composição com o tecladista Lyle Mays por mais de vinte anos - uma parceria que foi comparada às de Lennon/McCartney e de Ellington/Strayhorn por críticos e ouvintes.  O trabalho de Metheny inclui composições para guitarra solo, instrumentos elétricos e acústicos, grandes orquestras e peças para ballet, com passagens que variam do jazz moderno ao rock e ao clássico.
Metheny atuou também na área acadêmica como professor de música.  Aos 18, foi o professor mais novo da história na universidade de Miami. Aos 19, transformou-se no professor mais novo da história na Berklee College of Music, onde recebeu também o título de doutor honorário vinte anos mais tarde (1996). Ensinou também em workshops de música em várias partes do mundo, desde o Dutch Royal Conservatory ao Thelonius Monk Institute of Jazz. Foi também um dos pioneiros da música eletrônica e foi um dos primeiros músicos do jazz que tratou o sintetizador seriamente.  Anos antes da invenção da tecnologia de MIDI, Metheny usava o Synclavier como uma ferramenta de composição. Também tem participação no desenvolvimento de diversos novos tipos de guitarras tais como a guitarra acústica soprano, a guitarra de 42-cordas Pikasso, a guitarra de jazz Ibanez Pm-100 e uma variedade de outros instrumentos feitos sob encomenda.
Metheny é um músico que estuda e escreve muito, está aberto a inúmeras influências e principalmente toca e grava muito. Nesse processo, atira em várias direções e é inegável que acaba produzindo alguns trabalhos de caráter mais comercial, ainda que agradáveis e perfeitamente bem executados.
Durante anos, Metheny ganhou vários concursos como o "melhor guitarrista de jazz" e prêmios, incluindo discos de ouro para os álbuns Still Life (Talking), Letter from Home e Secret Story.  Ganhou também vinte prêmios Grammy Awards sobre uma variedade de categorias diferentes incluindo "Best Rock Instrumental", "Best Contemporary Jazz Recording", "Best Jazz Instrumental Solo", "Best Instrumental Composition".  O Pat Metheny Group ganhou sete Grammies consecutivos em sete álbuns consecutivos.
Metheny dedica a maior parte de sua vida a turnês e viagens, calculando uma média entre 120 a 240 viagens por ano desde 1974.  Continua a ser uma das estrelas mais brilhantes da comunidade do jazz, dedicando tempo  aos seus próprios projetos, a novos músicos e aos veteranos, ajudando-lhes a alcançar suas audiências e também a realizar suas próprias visões artísticas.
Uma de suas músicas de grande sucesso internacional, "Au lait", foi utilizada na trilha sonora do filme francês "O Gosto dos Outros" (Le Goût des Autres) de Agnès Jaoui
(1999 - quatro prêmios Cesar), com Jean-Pierre Bacri, Gerard Lanvin, Alain Chabat.

## Equipamento

### Guitarras
- Gibson ES-175
- Ibanez PM100 Signature Model
- Guitarra Pikasso, ou Pikasso I

### Efeitos
- Roland GR-300
- Digitech 2010 pré-amp

## Discografia
- Bright Size Life (1976)
- Watercolors (1977)
- Pat Metheny Group (1978)
- New Chautauqua (1979)
- American Garage (1979)
- 80/81 (1980)
- As Falls Wichita, So Falls Wichita Falls (1981)
- Offramp (1982)
- Travels (1983)
- Rejoicing (1984)
- First Circle (1984)
- The Falcon and the Snowman (1985)
- Song X (1986)
- Still Life (Talking) (1987)
- Letter from Home (1989)
- Question and Answer (1990)
- Secret Story (1992)
- The Road to You (1993)
- Zero Tolerance for Silence (1994)
- I Can See Your House from Here (1994)
- We Live Here (1995)
- Quartet (1996)
- Passaggio per il paradiso (1996)
- Beyond the Missouri Sky (Short Stories) (1997)
- Imaginary Day (1997)
- Like Minds (1998)
- Jim Hall & Pat Metheny (1999)
- A Map of the World (1999)
- Trio 99 – 00 (2000)
- Trio → Live (2000)
- Speaking of Now (2002)
- One Quiet Night (2003)
- The Way Up (2005)
- Metheny/Mehldau (2006)
- Metheny Mehldau Quartet (2007)
- Day Trip (2008)
- Tokyo Day Trip (2008)
- Upojenie (2008)
- Quartet Live (2009)
- Orchestrion (2010)
- What's It All About (2011)
- Unity Band (2012)
- The Orchestrion Project (2013)
- Tap: Book of Angels Volume 20 (2013)
- Kin (←→) (2014)
- Hommage à Eberhard Weber (2015)
- The Unity Sessions (2016)
- Cuong Vu Trio Meets Pat Metheny (2016)
- From This Place (2020)